# Signy-Montlibert
Pour les articles homonymes, voir Signy.
Signy-Montlibert est une commune française, située dans le département des Ardennes en région Grand Est.

## Géographie
|        | Sapogne-sur-Marche | Herbeuval            |
| Margut | Signy-Montilibert  |                      |
|        | Bièvres            | Thonne-le-Thil Meuse |

La commune se compose de deux villages distincts éloignés d'environ 1 500 m. Le territoire est très vallonné et le point culminant atteint 376 m. L'église se trouve dans la partie Signy où il existe aussi la ferme de Vaux-lès-Moines.
Autrefois, on a exploité du minerai de fer dans le village.

### Hydrographie
La commune est dans le bassin versant de la Meuse au sein du bassin Rhin-Meuse. Elle est drainée par le ruisseau de la Fontaine des Loups et le ruisseau la Carite,.

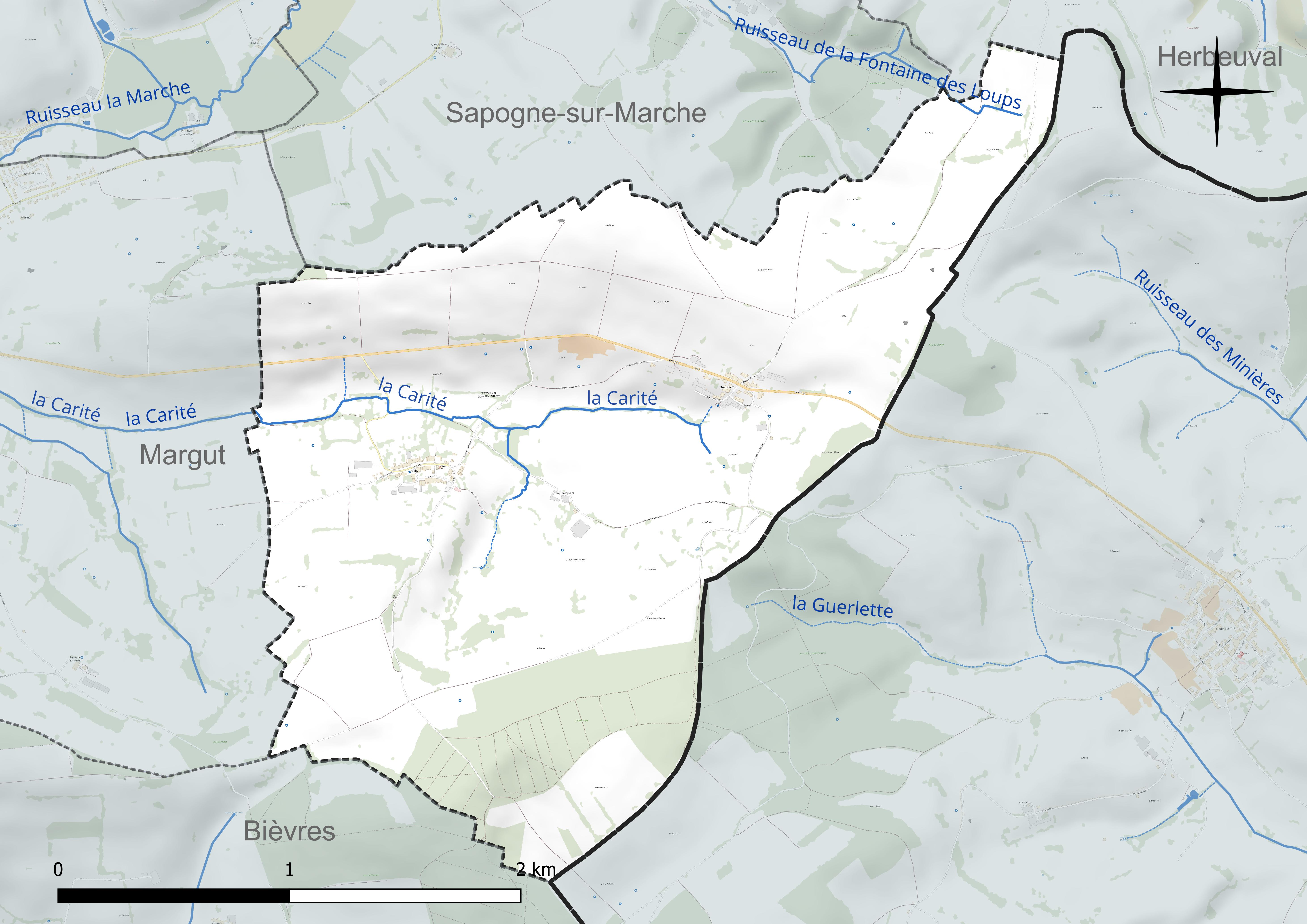
Réseau hydrographique de Signy-Montlibert.

### Climat
Pour des articles plus généraux, voir Climat du Grand Est et Climat des Ardennes.
En 2010, le climat de la commune est de type climat de montagne, selon une étude du Centre national de la recherche scientifique s'appuyant sur une série de données couvrant la période 1971-2000. En 2020, Météo-France publie une typologie des climats de la France métropolitaine dans laquelle la commune est dans une zone de transition entre le climat océanique altéré et le climat océanique altéré et est dans la région climatique  Lorraine, plateau de Langres, Morvan, caractérisée par un hiver rude (1,5 °C), des vents modérés et des brouillards fréquents en automne et hiver. 
Pour la période 1971-2000, la température annuelle moyenne est de 9,7 °C, avec une amplitude thermique annuelle de 15,9 °C. Le cumul annuel moyen de précipitations est de 981 mm, avec 14,1 jours de précipitations en janvier et 9,7 jours en juillet. Pour la période 1991-2020, la température moyenne annuelle observée sur la station météorologique de Météo-France la plus proche, « Linay », sur la commune de Linay à 7 km à vol d'oiseau, est de 10,4 °C et le cumul annuel moyen de précipitations est de 969,0 mm. 
La température maximale relevée sur cette station est de 42 °C, atteinte le 25 juillet 2019 ; la température minimale est de −24 °C, atteinte le 9 janvier 1985,,. 
Les paramètres climatiques de la commune ont été estimés pour le milieu du siècle (2041-2070) selon différents scénarios d'émission de gaz à effet de serre à partir des nouvelles projections climatiques de référence DRIAS-2020. Ils sont consultables sur un site dédié publié par Météo-France en novembre 2022.

## Urbanisme

### Typologie
Au 1er janvier 2024, Signy-Montlibert est catégorisée commune rurale à habitat très dispersé, selon la nouvelle grille communale de densité à 7 niveaux définie par l'Insee en 2022.
Elle est située hors unité urbaine et hors attraction des villes,.

### Occupation des sols
L'occupation des sols de la commune, telle qu'elle ressort de la base de données européenne d’occupation biophysique des sols Corine Land Cover (CLC), est marquée par l'importance des territoires agricoles (89,6 % en 2018), une proportion identique à celle de 1990 (89,6 %). La répartition détaillée en 2018 est la suivante : 
prairies (64,8 %), terres arables (24,8 %), forêts (10,4 %). L'évolution de l’occupation des sols de la commune et de ses infrastructures peut être observée sur les différentes représentations cartographiques du territoire : la carte de Cassini (XVIIIe siècle), la carte d'état-major (1820-1866) et les cartes ou photos aériennes de l'IGN pour la période actuelle (1950 à aujourd'hui).

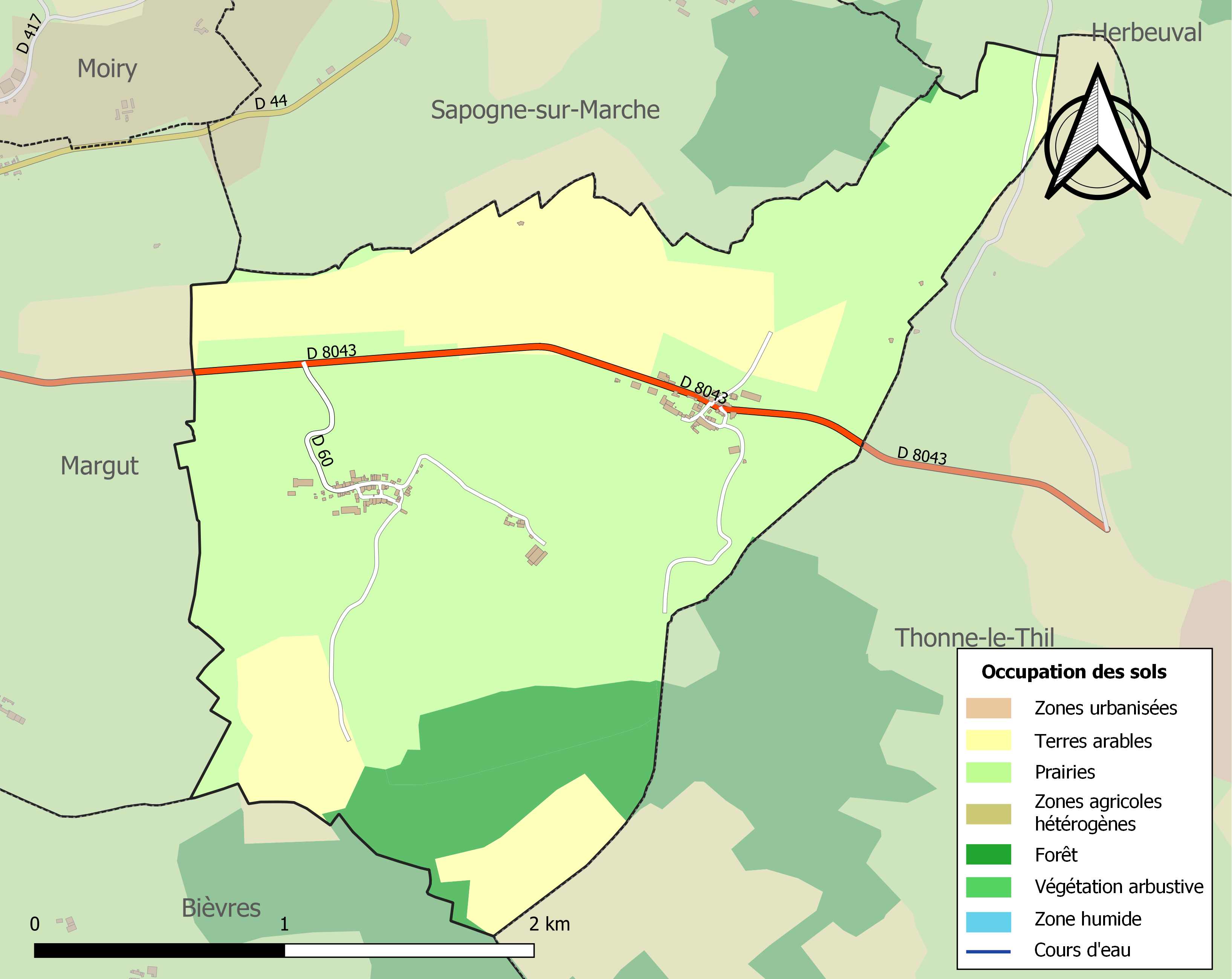
Carte des infrastructures et de l'occupation des sols de la commune en 2018 (CLC).

## Histoire
Signy-Montlibert a fait partie du comté de Chiny et du duché de Luxembourg et a suivi la destinée de la prévôté d'Yvois (Carignan) à laquelle le village a appartenu.
La partie Signy est sans doute d'origine gallo-romaine. Au VIIe siècle, l'abbaye Saint-Ouen de Rouen a acquis des biens dans la région et elle y a fondé un petit établissement religieux devenu prieuré de Vaux-lès-Moines. En 876, les reliques de saint Ouen sont mises à l'abri à Vaux à cause des invasions normandes.
En 1244, Vaux apparaît dans les biens de l'abbaye Saint-Ouen. À cette époque, le comte de Chiny est l'avoué (protecteur) du prieuré. Les revenus de l'établissement sont partagés entre les religieux et le comte.
Signy et Montlibert sont mis à la loi de Beaumont en 1272 par le comte Louis V de Chiny.
En 1526, Gilles de Sapogne, capitaine et prévôt d'Yvois, est constitué séquestrateur de Vaux par le Conseil de Luxembourg.
En 1583, il est décidé d'incorporer le prieuré de Vaux au Collège jésuite de Luxembourg. Il est transformé en ferme exploitée par les jésuites pour les besoins du collège, jusqu'à la suppression de la Compagnie de Jésus.
En 1789, Nicolas Wallet, curé de Signy-Montlibert, est choisi comme suppléant de Jean Fleury, curé d'Iges, pour représenter le clergé du Sedanais aux États généraux.
Au début du XIXe siècle, la ferme de Vaux-lès-Moines devient possession de l'hospice de Sedan.
De 1935 à 1938, l'ouvrage Maginot du Chesnois (six blocs dont un avec tourelle de 75 mm) est construit en partie sur la commune de Signy-Montlibert. À Montlibert, on édifie un casernement de sûreté léger. Pendant l'occupation, les Allemands construisent une station radar dans le bois du Chênois.

## Politique et administration
| Période                                  | Période                   | Identité                                       | Étiquette | Qualité |
| ---------------------------------------- | ------------------------- | ---------------------------------------------- | --------- | ------- |
| mars 2001                                | En cours (au 25 mai 2020) | Josée Lefebvre Réélue pour le mandat 2020-2026 |           |         |
| Les données manquantes sont à compléter. |                           |                                                |           |         |

## Démographie
L'évolution du nombre d'habitants est connue à travers les recensements de la population effectués dans la commune depuis 1793. Pour les communes de moins de 10 000 habitants, une enquête de recensement portant sur toute la population est réalisée tous les cinq ans, les populations de référence des années intermédiaires étant quant à elles estimées par interpolation ou extrapolation. Pour la commune, le premier recensement exhaustif entrant dans le cadre du nouveau dispositif a été réalisé en 2006.

En 2022, la commune comptait 93 habitants, en évolution de +3,33 % par rapport à 2016 (Ardennes : −2,97 %, France hors Mayotte : +2,11 %).
| 1793 | 1800 | 1806 | 1821 | 1831 | 1836 | 1841 | 1846 | 1851 |
| ---- | ---- | ---- | ---- | ---- | ---- | ---- | ---- | ---- |
| 224  | 258  | 269  | 287  | 301  | 393  | 406  | 427  | 439  |

| 1866 | 1872 | 1876 | 1881 | 1886 | 1891 | 1896 | 1901 | 1906 |
| ---- | ---- | ---- | ---- | ---- | ---- | ---- | ---- | ---- |
| 351  | 314  | 310  | 313  | 293  | 281  | 257  | 259  | 270  |

| 1911 | 1921 | 1926 | 1931 | 1936 | 1946 | 1954 | 1962 | 1968 |
| ---- | ---- | ---- | ---- | ---- | ---- | ---- | ---- | ---- |
| 265  | 217  | 183  | 176  | 306  | 152  | 158  | 155  | 142  |

| 1975 | 1982 | 1990 | 1999 | 2006 | 2011 | 2016 | 2021 | 2022 |
| ---- | ---- | ---- | ---- | ---- | ---- | ---- | ---- | ---- |
| 115  | 112  | 97   | 87   | 81   | 79   | 90   | 93   | 93   |

## Culture locale et patrimoine

### Édifice religieux

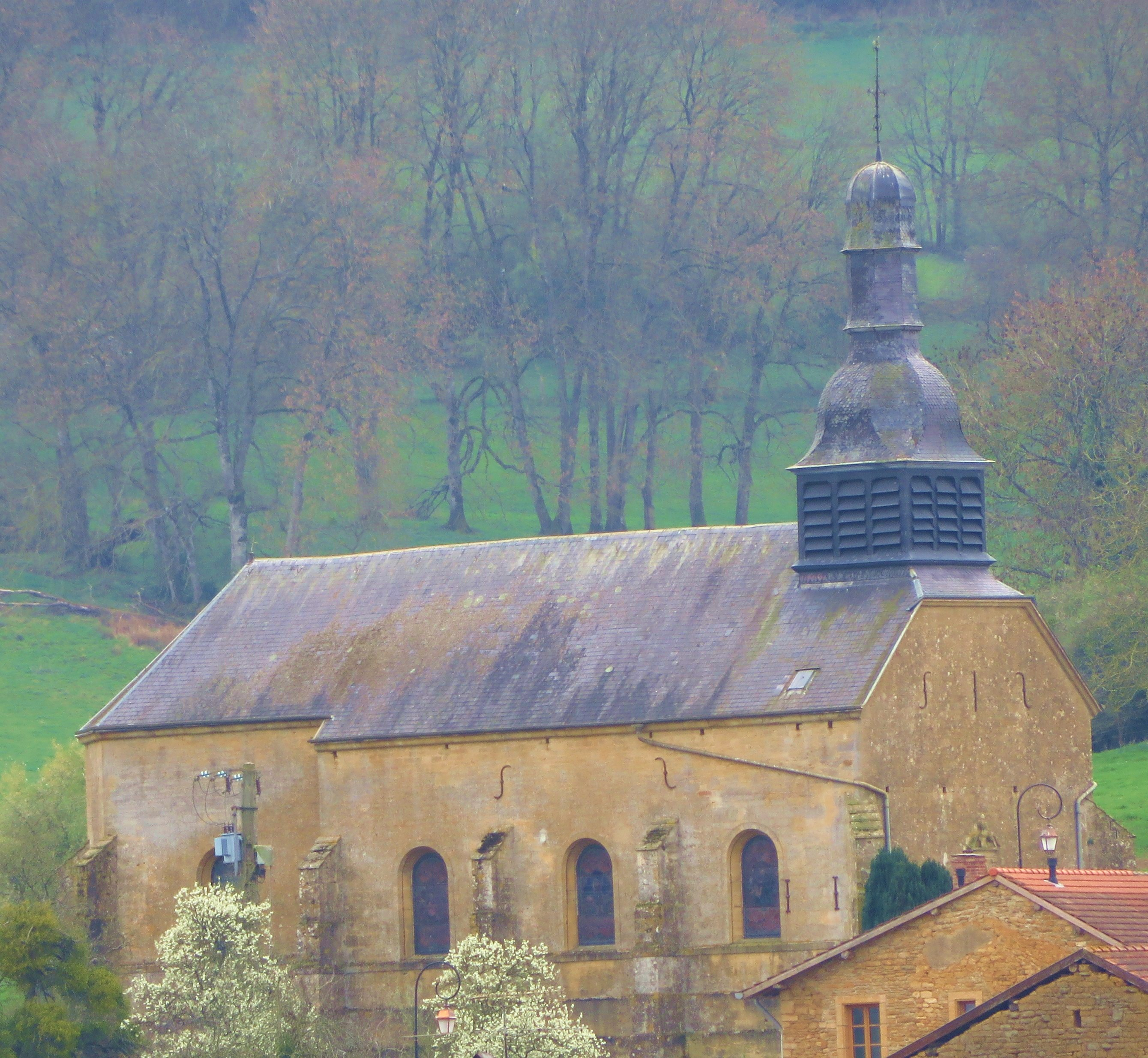
Église Saint-Pierre.

- Église consacrée à saint Pierre à Signy. Elle a été construite en 1741 et possède un beau mobilier du XVIIIe siècle.
- À Vaux-lès-Moines, restes de l'ancienne chapelle romane dont le mur du fond pourrait remonter à l'époque mérovingienne (appareillage en opus spicatum, arêtes de poisson). Cette chapelle est dédiée à saint Sizoes.

### Héraldique
| Armes de Signy-Montlibert | Les armes de Signy-Montlibert se blasonnent ainsi : Écartelé en sautoir : au 1er d'argent à la lettre S capitale de sinople, au 2e et 3e coupé de sinople et d'argent, au 4e de sinople à la lettre M capitale d'argent, à la croisette recroisetée d'or brochant en cœur sur le tout. |